# Dorotheus Schilling
Dorotheus Schilling OFM (* 20. Juli 1896 in Altenmittlau als Konrad Schilling; † 5. Juni 1950 in Rom) war ein deutscher  römisch-katholischer Theologe und Japanologe.

## Leben
Seit 1904 war er Mitglied der Thuringia. Er studierte an der Université de Fribourg. Von 1912 bis 1920 wirkte er in Japan als Missionar. Ab 1931 war er Professor für Missionswissenschaft und Methodologie am Pontificio Ateneo Antonianum. Von 1935 an lehrte er auch als Professor für japanische Sprache, Japankunde, Missionsmethodik und -pastoral am Collegio Urbano de Propaganda Fide.

## Schriften (Auswahl)
- Neue Funde zur „Historia de Japão“ von P. Luis Frois S.J. In: Stimmen der Zeit. 109 (1925), 453–469, ISSN 0039-1492.
- Das Schulwesen der Jesuiten in Japan (1551–1614). Münster 1931, OCLC 251364463.
- mit Fidel de Lejarza: Relación del reino del Nippon per Bernardino de Avila Girón. In: Archivo Ibero-Americano. 36 (1933), 481–531, ISSN 0004-0452.
- Die Schultätigkeit der Jesuiten in Japan während des 16. und 17. Jahrhunderts. In: Die katholischen Missionen. 65 (1937), 211–215. 239–243. 294–297, ISSN 0022-9407.
- Le missioni dei Francescani spagnoli nel Giappone. In: Pensiero missionario. 9 (Rom 1937), 289–309; 10 (1938), 193–223. 289–300, ZDB-ID 418310-1.
- Hospitäler der Franziskaner in Miyako (1594–1597). Schöneck 1950, OCLC 65637201.
- Religione e politica in Giappone. Rom 1950, OCLC 878370362.